# Marek Wieczorek
Marek Wieczorek (ur. 4 grudnia 1929 w Częstochowie, zm. 4 stycznia 2005 w Warszawie) – polski ekonomista i polityk, poseł i wicemarszałek Sejmu PRL IX kadencji, p.o. przewodniczącego SD (1998).

## Życiorys
W 1955 ukończył studia w Wyższej Szkole Ekonomicznej w Częstochowie. W latach 1948–1954 pracował w Rzemieślniczej Spółdzielni Pracy Tkaczy i Dziewiarzy w Częstochowie, po czym do 1958 kierował tamtejszymi Zakładami Gastronomicznymi. W latach 1961–1973 zastępca przewodniczącego Miejskiej Rady Narodowej w Częstochowie, a następnie do 1976 jej wiceprezydent. Podsekretarz stanu w Ministerstwie Handlu Wewnętrznego i Usług w latach 1976–1981.
W latach 1945–1948 członek Związku Młodzieży Demokratycznej, od 1946 w Stronnictwie Demokratycznym. Sekretarz Centralnego Komitetu SD od 1981 do 1983, wiceprzewodniczący CK SD w latach 1983–1990. W 1983 wybrany na wiceprzewodniczącego Krajowej Rady Towarzystwa Przyjaźni Polsko-Radzieckiej, był wiceprzewodniczącym Ogólnopolskiego Komitetu Pokoju.
W 1985 wybrany na posła na Sejm PRL IX kadencji (z listy krajowej Patriotycznego Ruchu Odrodzenia Narodowego), zastąpił Piotra Stefańskiego na stanowisku wicemarszałka. Po 1989 wycofał się z działalności publicznej, jednak pozostał w SD. Po śmierci prof. Jana Janowskiego pełnił przez kilka miesięcy w 1998 obowiązki przewodniczącego ugrupowania.

## Odznaczenia
- Krzyż Komandorski z Gwiazdą Orderu Odrodzenia Polski
- Krzyż Oficerski Orderu Odrodzenia Polski
- Złoty Krzyż Zasługi
- Order Sztandaru Pracy I klasy (Niemcy Wschodnie, 1986)[1]